# North American X-15
North American X-15 (također i samo X-15) bio je američki raketni zrakoplov, izrađen za zajednički istraživački program NASA-e, Ratnog zrakoplovstva, i Ratne mornarice SAD-a, kao dio serije eksperimentalnih aviona "X". X-15 tijekom 1960-ih postavio je brojne brzinske i visinske rekorde, između ostaloga i dosezanje Kármánove linije (vanjski rub svemira - 100 km visine), te je tijekom svog radnog vijeka prikupio ogromnu količinu podataka o nadzvučnim strujanjima zraka, aerodinamičkom zagrijavanju, kontroli i stabilnosti pri nadzvučnim brzinama, kontroli leta iznad atmosfere, tehnikama pilotiranja pri povratku u atmosferu, ljudskim faktorima i instrumentima leta korištenim u dizajnu zrakoplova i svemirskih letjelica. Još uvijek drži svjetski rekord najveće brzine ikada dostignute za zrakoplov s ljudskom posadom.
Izvanredno uspješan program doprinio je razvoju svemirskih programa Mercury, Gemini, Apollo i Space Shuttle.

## Dizajn i razvoj
Polovinom 1950-ih Nacionalni Savjetodavni Odbor za Zrakoplovstvo (National Advisory Committee for Aeronautics NACA) ustanovio je potrebu za novim istraživačkim zrakoplovom, te je 1954. projekt predstavljen ratnom zrakoplovstvu i ratnoj mornarici. Natječaji za prijedloge projekta za strukturu zrakoplova objavljeni su 30. prosinca iste godine i za raketni motor 4. veljače, 1955. North American dobio je ugovor za strukturu u rujnu 1955., i Reaction Motors za motore veljače 1956. (Reaction Motors spojen je s Thiokolom 1958.).
Prije 1958. službenici američkog ratnog zrakoplovstva (USAF) i Nacionalnog Savjetodavnog Odbora za Zrakoplovstvo (NACA, kasnije NASA), razmatrali su mogućnost orbitalnog X-15 svemirskog broda, nazvanog X-15B, za lansiranje pomoću rakete SM-64 Navaho, od čega se odustalo kada je NACA transformirana u NASA-u, i odobren Projekt Mercury. Do 1959., projekt programa X-20 Dyna-Soar svemirske jedrilice bio je glavni projekt ratnog zrakoplovstva za lansiranje svemirskih letjelica s vojnom posadom u orbitu, ali otkazan je ranih 1960-ih.
Prvi pokusni let s ugašenim motorom obavio je Scott Crossfield 8. lipnja, 1959;
te je također pilotirao i prvim letom uz pogon motora 17. rujna, iste godine, dok je prvi let uz pomoć raketnih motora XLR-99 obavio 15. studenoga 1960.
Kao i većina eksperimentalnih aviona serije "X", X-15 je radi velike potrošnje goriva dizajniran za polijetanje iz zraka, uz pomoć matičnog aviona, bombardera B-52, koji ga je montiranog ispod desnog krila prevozio na velike visine. Dugačak cilindričan trup X-15, s jakim gornjim i donjim stabilizatorima, djelomično se sastojao od legura nikla (Inconel-X 750) otpornih na zagrijavanje. Uvlačeće podvozje sastojalo se od nosne noge i dvije stražnje skije koje se nisu protezale preko okomitog stabilizatora s donje strane repnog dijela trupa, već ga je pilot odbacivao (opremljenog padobranom) prije slijetanja.
Dva raketna motora XLR-11 za prvotni X-15A model oslobađali su 72 kN ukupnog potiska. Kasnije instalirani glavni motor bio je jednostruki XLR-99 s 254 kN potiska na razini mora, i 311 kN na maksimalnoj visini leta.

## Operativna povijest
X-15 je od 1959. do 1968. korišten u nizu eksperimentalnih letova baziranih u NASA-inom centru za istraživanje leta "Dryden", (Dryden Flight Research Center), u zrakoplovnoj bazi "Edwards" u Kaliforniji. Izrađena su tri aviona X-15, koji su obavili ukupno 199 letova, prvi 17. rujna, 1959. i posljednji 24. listopada, 1968. Dvanaest pilota upravljalo je s X-15, među kojima Neil Armstrong (koji je kasnije postao prvi čovjek na mjesecu) i Joe Engle (prvi zapovjednik Space Shuttlea). Srpnja i kolovoza 1963., pilot Joe walker dvaput je prešao granicu od 100 km visine, što je zajedno s letovima američkih astronauta i sovjetskih kozmonauta bio jedan od prvih ljudskih boravaka u svemiru.
Jedina fatalna nesreća tijekom programa dogodila se 15. studenog, 1967., kada je pokusni pilot američkog ratnog zrakoplovstva Michael J. Adams poginuo za vrijeme 191. leta programa, kada je njegova letjelica (X-15-3) prilikom poniranja ušla u nadzvučni kovit, te se struktura raspala na 20,000 m visine i raspršila na prostoru od 130 kvadratnih kilometara. Za njegov posljednji let kojim je dosegao visinu od 81.1 km, Adamsu je postumno dodijeljen status astronauta. 
Drugi X-15A pretrpio je incident pri slijetanju, ali ponovo je osposobljen, produžen 0,74 m, te su dodana dva pomoćna rezervoara za gorivo pričvršćena ispod trupa i na oplati izvršen postupak protiv pregrijavanja. Preimenovan u X-15A-2, prvi puta je letio 25. lipnja, 1964, dosegavši brzinu od 4995 km/h.
Za vrijeme programa X-15, 13 letova (s osam pilota) prema kriterijima Ratnog zrakoplovstva SAD-a, postiglo je svemirski let premašivši visinu leta od 50 milja (80,47 km.), što je pilotima donijelo status astronauta. Od svih letova zrakoplova X-15, dva su (u oba slučaja s pilotom Joeom Walkerom) postigla svemirski let prema kriterijima Svjetske zrakoplovne federacije (Fédération Aéronautique Internationale FAI), premašivši 100 kilometara visine. 
Rekord visine leta za raketni zrakoplov koje je X-15 postavio 1963. (107,8 km) oborio je 2004. prilikom svog trećeg leta komercijalni avion SpaceShipOne (111 996 km), dok je brzinski rekord postavljen 1967. (7273 km/h) još uvijek aktualan. Rekord kojeg je 16. studenog, 2004, postigla mala eksperimentalna platforma X-43A scramjet, od cca 10 Macha, (10 622 km/h) odnosila se na bespilotnu letjelicu.
Pet je zrakoplova bilo uključeno u Program X-15: tri X-15 i dva bombardera B-52:
- X-15A-1 - 56-6670, 82 leta uz pogon motora
- X-15A-2 - 56-6671, 53 leta uz pogon motora
- X-15A-3 - 56-6672, 64 leta uz pogon motora (uništen u nesreći)
- NB-52A   - 52-003 (povučen listopada 1969.)
- NB-52B   - 52-008 (povučen studenog 2004.)

Dvijestoti let bio je planiran za 21. studenoga, 1968., s pilotom Williamom J. Knightom, no tehnički problemi i loše vrijeme odgađali su let šest puta dok nije definitivno otkazan 20. prosinca, 1968., kada je X-15 odvojen od krila bombardera NB-52A i uskladišten do daljnjega.

## Sačuvani zrakoplovi
- X-15-1 (s/n 56-6670) izložen u Nacionalnom zračnom i svemirskom muzeju (National Air and Space Museum) u Washingtonu D.C.[10]
- X-15-2 (s/n 56-6671) nalazi se u Nacionalnom muzeju američkog ratnog zrakoplovstva (National Museum of the United States Air Force) u zrakoplovnoj bazi Wright-Patterson kraj Daytona, Ohio, gdje je od listopada 1969. izložen u hangaru "Razvoj i istraživanje" pored ostalih "X" aviona kao X-1B i X-3.[11]

## Specifikacije

### Generalne karakteristike
- Posada: jedan
- Dužina: 15,45 m
- Raspon krila: 6,8 m
- Visina: 4,12 m
- Površina krila: 18,6 m²
- Težina praznog zrakoplova: 6620 kg
- Maksimalna težina: 15 420 kg
- Maksimalna težina pri polijetanju: 15 420 kg
- Pogon: 1x raketni motor na tekuće gorivo Thiokol XLR99-RM-2, potiska 313 kN

### Performanse
- Maksimalna brzina: Mach 6,70 (7274 km/h)
- Dolet: 450 km
- Vrhunac leta: 108 km[12]
- Brzina vertikalnog penjanja: 18 288 m/min
- Opterećenje na krila: 829 kg/m2
- Potisak/Težina: 2,07

## Rekordni letovi

### Najviši letovi
Postoje dvije definicije u vezi potrebne visine leta kojom se ostvaruje status astronauta. Američko ratno zrakoplovstvo dodjeljuje status astronauta svakome tko je dostigao visinu od 50 milja (80,47 km) ili više. Svjetska zrakoplovna federacija (Fédération Aéronautique Internationale) granicom svemira međutim smatra 100 km. Trinaest letova X-15 dosegli su visinu iznad 50 milja, od kojih dva iznad 100 km.
| Let     | Datum               | Najveća brzina | Visina   | Pilot             |
| ------- | ------------------- | -------------- | -------- | ----------------- |
| Let 62  | 17. srpnja 1962.    | 6165 km/h      | 95,9 km  | Robert M. White   |
| Let 77  | 17. siječnja 1963.  | 5918 km/h      | 82,7 km  | Joe Walker        |
| Let 87  | 27. lipnja 1963.    | 5512 km/h      | 86,7 km  | Robert Rushworth  |
| Let 90  | 19. srpnja 1963.    | 5970 km/h      | 105,9 km | Joe Walker        |
| Let 91  | 22. kolovoza 1963.  | 6106 km/h      | 107,8 km | Joe Walker        |
| Let 138 | 29. lipnja 1965.    | 5522 km/h      | 85,5 km  | Joseph H. Engle   |
| Let 143 | 10. kolovoza 1965.  | 5712 km/h      | 82,6 km  | Joseph H. Engle   |
| Let 150 | 28. rujna 1965.     | 6004 km/h      | 90,0 km  | John B. McKay     |
| Let 153 | 14. listopada 1965. | 5720 km/h      | 81,1 km  | Joseph H. Engle   |
| Let 174 | 1. studenoga 1966.  | 6040 km/h      | 93,5 km  | Bill Dana         |
| Let 190 | 17. listopada 1967. | 6206 km/h      | 85,5 km  | Pete Knight       |
| Let 191 | 15. studenoga 1967. | 5744 km/h      | 81,0 km  | Michael J. Adams* |
| Let 197 | 21. kolovoza 1968.  | 5541 km/h      | 81,4 km  | Bill Dana         |

* poginuo za vrijeme tog leta

### Najbrži letovi
| Let     | Datum               | Maksimalna brzina | Visina  | Pilot            |
| ------- | ------------------- | ----------------- | ------- | ---------------- |
| Let 45  | 9. studenoga 1961.  | 6585 km/h         | 30,9 km | Robert M. White  |
| Let 59  | 27. lipnja 1962.    | 6605 km/h         | 37,7 km | Joe Walker       |
| Let 64  | 26. lipnja 1962.    | 6420 km/h         | 30,1 km | Neil Armstrong   |
| Let 86  | 25. lipnja 1963.    | 6290 km/h         | 34,9 km | Joe Walker       |
| Let 89  | 18. srpnja 1963.    | 6317 km/h         | 31,9 km | Robert Rushworth |
| Let 97  | 5. prosinca 1963.   | 6465 km/h         | 30,7 km | Robert Rushworth |
| Let 105 | 29. travnja 1964.   | 6284 km/h         | 30,9 km | Robert Rushworth |
| Let 137 | 22. lipnja 1965.    | 6338 km/h         | 47,5 km | John B. McKay    |
| Let 175 | 18. studenoga 1966. | 6840 km/h         | 30,1 km | Pete Knight      |
| Let 188 | 3. listopada 1967.  | 7273 km/h         | 58,4 km | Pete Knight      |

## Piloti
| Piloti zrakoplova X-15 i postignuća tijekom programa | Piloti zrakoplova X-15 i postignuća tijekom programa | Piloti zrakoplova X-15 i postignuća tijekom programa | Piloti zrakoplova X-15 i postignuća tijekom programa | Piloti zrakoplova X-15 i postignuća tijekom programa | Piloti zrakoplova X-15 i postignuća tijekom programa | Piloti zrakoplova X-15 i postignuća tijekom programa | Piloti zrakoplova X-15 i postignuća tijekom programa |
| Pilot                                                | Organizacija                                         | Ukupno letova                                        | USAF svemirskih letova                               | FAI svemirskih letova                                | Maks. Mach                                           | Maks. brzina                                         | Maks. visina                                         |
| ---------------------------------------------------- | ---------------------------------------------------- | ---------------------------------------------------- | ---------------------------------------------------- | ---------------------------------------------------- | ---------------------------------------------------- | ---------------------------------------------------- | ---------------------------------------------------- |
| Michael J. Adams                                     | Ratno zrakoplovstvo                                  | 7                                                    | 1                                                    | 0                                                    | 5,59                                                 | 6150                                                 | 80,9                                                 |
| Neil Armstrong                                       | NASA                                                 | 7                                                    | 0                                                    | 0                                                    | 5,74                                                 | 6419                                                 | 63,1                                                 |
| Scott Crossfield                                     | North American Aviation                              | 14                                                   | 0                                                    | 0                                                    | 2,97                                                 | 3152                                                 | 24,6                                                 |
| Bill Dana                                            | NASA                                                 | 16                                                   | 0                                                    | 0                                                    | 5,53                                                 | 6271                                                 | 93,5                                                 |
| Joseph H. Engle                                      | Ratno zrakoplovstvo                                  | 16                                                   | 3                                                    | 0                                                    | 5,71                                                 | 6255                                                 | 85,4                                                 |
| Pete Knight                                          | Ratno zrakoplovstvo                                  | 16                                                   | 1                                                    | 0                                                    | 6,70                                                 | 7273                                                 | 85,4                                                 |
| John B. McKay                                        | NASA                                                 | 29                                                   | 0                                                    | 0                                                    | 5,65                                                 | 6216                                                 | 89,9                                                 |
| Forrest S. Petersen                                  | Ratna mornarica                                      | 5                                                    | 0                                                    | 0                                                    | 5,3                                                  | 5793                                                 | 30,9                                                 |
| Robert A. Rushworth                                  | Ratno zrakoplovstvo                                  | 34                                                   | 1                                                    | 0                                                    | 6,06                                                 | 6464                                                 | 86,7                                                 |
| Milt Thompson                                        | NASA                                                 | 14                                                   | 0                                                    | 0                                                    | 5,48                                                 | 5991                                                 | 65,1                                                 |
| Joe Walker                                           | Ratno zrakoplovstvo                                  | 25                                                   | 3                                                    | 2                                                    | 5,92                                                 | 6604                                                 | 107,8                                                |
| Robert M. White                                      | Ratno zrakoplovstvo                                  | 16                                                   | 1                                                    | 0                                                    | 6,04                                                 | 6585                                                 | 95,9                                                 |

## Galerija
- Polijetanje matičnog aviona Boeing NB-52B sa X-15 montiranim ispod desnog krila.
- Neil Armstrong, jedan od pilota programa X-15. (1960.)
- X-15 u bazi "Edwards" (1960.)
- X-15 prije odvajanja od matičnog aviona (1965.)

### Slični zrakoplovi
- Bell X-1
- Bell X-2
- Douglas X-3

### Popisi
- Popis letova X-15

## Vanjske poveznice
- NASA Službena stranica - nasa.gov
- NASA Rezultati programa X-15 - nasa.gov (NASA SP-60, 1965)   Arhivirana inačica izvorne stranice od 13. travnja 2022. (Wayback Machine)
- "Transiting from Air to Space: The North American X-15" (1998)  Arhivirana inačica izvorne stranice od 11. svibnja 2022. (Wayback Machine)
- "Proceedings of the X-15 First Flight 30th Anniversary Celebration, 8 June 1989"  Arhivirana inačica izvorne stranice od 14. ožujka 2022. (Wayback Machine)
- (PDF) Hypersonics Before the Shuttle: A Concise History of the X-15 Research Airplane (NASA SP-2000-4518, 2000)  Arhivirana inačica izvorne stranice od 25. svibnja 2018. (Wayback Machine)
- NASA Foto galerija - dfrc.nasa.gov   Arhivirana inačica izvorne stranice od 3. veljače 2007. (Wayback Machine)
- Encyclopedia Astronautica's X-15 chronology www.astronautix.com